# We Have All the Time in the World
Singles de Louis Armstrong
The Kinda Love Song
(1969) Give Peace a Chance
(1970)
Chansons de James Bond
You Only Live Twice
(1967) Diamonds Are Forever
(1971)
We Have All the Time in the World est une chanson interprétée par Louis Armstrong, apparaissant dans les films de James Bond, Au service secret de Sa Majesté sorti en 1969 et Mourir peut attendre sorti en 2021. La chanson est composée par John Barry et les paroles écrites par Hal David. 
Le titre de la chanson, We Have All the Time in the World, est tiré de la dernière réplique de James Bond dans le roman et le film, et prononcée juste après la mort de sa femme, la Comtesse Teresa « Tracy » di Vincenzo. Cette réplique est également répétée à plusieurs reprises dans le film Mourir peut attendre, notamment avant le sacrifice de Bond (il prononcera alors la phrase « You have all the time in the World »). La chanson ouvre également le générique de fin du film.
La chanson n'est pas sortie officiellement comme single avant 1994, lorsqu'elle a été utilisée dans une publicité pour Guinness. Le groupe My Bloody Valentine en fera ensuite une reprise. La version d'Armstrong entre alors au UK Singles Chart et se classe même numéro 3. En 2005, un reportage de la BBC montre que c'est la 3e chanson d'amour la plus jouée dans les mariages.